# Danh sách nhãn đĩa của Kakao M
Dưới đây là danh sách các nhãn đĩa được quản lý, phân phối hoặc liên kết với Kakao M. Tất cả các nghệ sĩ thuộc Kakao M được gọi chung là Fave Entertainment.

## Nhãn đĩa hiện tại

### Fave Entertainment
Fave Entertainment (trước đây là LOEN Tree Label) được thành lập vào tháng 9 năm 2013, là một nhãn đĩa in-house của LOEN Entertainment. Fave hiện tại đang được quản lý bởi Jo Yeong-cheol. Tên gốc của nhãn đĩa này trùng với tên dự án album mùa hè của LOEN, được bắt đầu vào tháng 7 năm 2012.

#### Nghệ sĩ ghi âm
Nhóm nhạc
- Sunny Hill
- Fiestar
- JBJ

Ca sĩ
- Zia
- IU
- Yoon Hyun-sang
- Yezi (Fiestar)

Thực tập sinh
- Park So-yeon (Thí sinh của K-pop Star 2 và Produce 101)
- Kim Yoobin
- Jung Hayoung
- Lee Soomin (Thí sinh của Produce 101, K-pop Star 6)[3] (Thí sinh của MIXNINE)

#### Nghệ sĩ phòng thu
Nhà sản xuất âm nhạc
- Won Tae-yeon
- G.Gorilla
- Lee Min-soo
- Hwang Soo-ah
- Ra.D
- KZ

Người viết lời
- Kim Yi-na
- G.Gorilla
- Lee Min-soo
- Ra.D
- Shinsadong Tiger

#### Diễn viên
- Kim Suk-hoon
- Jo Han-sun[4]
- Lee Jung-hyuk[5]
- Kang Bok-eum[6]

Kim So Hyun

### Cre.ker Entertainment
Cre.ker Entertainment (trước đây là Viewga Entertainment) là một nhãn đĩa in-house của LOEN Entertainment.

#### Nghệ sĩ ghi âm
Nhóm nhạc
- Melody Day

THE BOYZ (Cre.kerz)
- Joo Hak-nyeon (thí sinh cũ của Top 20 Produce 101 mùa 2, thành viên của Cre.kerz)
- Kim Sun-woo (thí sinh cũ của High School Rapper, thành viên của Cre.kerz)
- Moon Hyung-seo (thí sinh cũ của Kpop Star 6, thành viên của Cre.kerz Kevin)
- Kim Young-hoon (thành viên của Cre.kerz)
- Lee Ju-yeon (thành viên của Cre.kerz)
- Ji Chang-min (thành viên của Cre.kerz Q)
- Lee Jae-hyun (thành viên của Cre.kerz Hyunjae)
- Son Young-jae (thành viên của Cre.kerz Eric)
- Choi Chan-hee (thành viên của Cre.kerz New)
- Lee Sang-yeon (thành viên của Cre.kerz)
- Hyun-joon (cựu thành viên của Cre.kerz)
- Jacob (thành viên của Cre.kerz)

## Công ty con

### Starship Entertainment
Starship Entertainment là một công ty giải trí của Hàn Quốc. Được thành lập năm 2008 bởi Kim Si-dae (hay Kim Shi-dae), là cựu quản lý của Cool và là cựu nhân viên của Big Hit Entertainment. Vào 18 tháng 12 năm 2013, 70% cổ phần được mua bởi LOEN Entertainment và đưa Starship thành một nhãn đĩa độc lập thuộc LOEN.

### Plan A Entertainment
Plan A Entertainment (trước đây: A Cube Entertainment) là một công ty giải trí của Hàn Quốc được thành lập dưới danh nghĩa là một nhãn đĩa thuộc Cube Entertainment. Ngày 25 tháng 11 năm 2015, LOEN Entertainment đã đầu tư 12,6 tỷ won vào A Cube thông qua việc mua lại 70% cổ phần và đưa Plan A thành một nhãn đĩa độc lập thuộc LOEN.

### WS Entertainment
WS Entertainment là một liên doanh giữa Warner Music Korea, SK-KTB Music Investment Fund, và Seoul Records (nay là LOEN Entertainment), được thành lập năm 2006 bởi Philip Oh.
Ký hiệu WS tương trưng cho Warner Music và SK Telecom.
Nghệ sĩ
Ca sĩ
- Ha Dong Kyun
- Lee Jung Hwa
- Kang Young Suk
- Lisa

Diễn viên
- Kim Chae Eun
- Lee Elijah
- Son Ga Young
- Song Chang Eui
- Moon Jihu

### Mun Hwa In
Nghệ sĩ phòng thu
Nhóm nhạc
- Seenroot
- Long:D
- Hanumpa

Ca sĩ
- Oohyo
- Youngman
- Minchae
- I.NA
- Jaeney

## Nhãn đĩa trước đây

### Cantabile
Cantabile là một nhãn đĩa thuộc Seoul Records (nay là LOEN Entertainment), được thành lập vào tháng 4 năm 1991. Đây là nhãn đĩa đầu tiên của Hàn Quốc.

### Avent
Avent là một nhãn đĩa thộc Seoul Records, được thành lập vào tháng 4 năm 2002.

### Collabodadi Label
Collabodadi Label từng là một nhãn đĩa in-house của LOEN Entertainment, được thành lập vào tháng 9 năm 2013. Nhãn đĩa này được quản lý bởi Lee Ho-yang, người được biết đến với nghệ danh "Shinsadong Tiger" trong làng giải trí. Trước khi quản lý nhãn hiệu này, anh đã từng sản xuất nhiều bài hit như "Bo Peep Bo Peep" (T-ara), "Hot Issue" (4Minute), "U&I" (Ailee).
Tên gọi Collabodadi (콜라보따리) là một từ ghép bởi 콜라보 (collabo - collaboration) và 보따리 (boddari - package).
Tư tháng 9 năm 2015, tất cả nghệ sĩ thuộc nhãn đĩa này được chuyển sang LOEN Tree (nay là Fave Entertainment).
Nghệ sĩ
Ca sĩ
- Fiestar
- Zia

Nhà sản xuất âm nhạc
- Lee Ho-yang

## Nhãn đĩa độc lập được phân phối bởi LOEN Entertainment

### Hiện tại
- AYIN Holdings (trước đây là C.Two Entertainment)
- Amoeba Culture (cùng với CJ E&M Music and Live)
- Around Us Entertainment
- Big Hit Entertainment
- Blueprint Music (trước đây là T Entertainment)
- Brand New Music (cùng với Neowiz Internet)
- Brave Entertainment (cùng với Danal Entertainment và Neowiz Internet)
- C9 Entertainment
- CI Entertainment
- C-JeS Entertainment
- CS Happy Entertainment
- CT Entertainment
- Caesars Media
- Choeun Entertainment
- Clef Crew
- Concert World
- Coridel Entertainment
- Crescendo Music
- Cube Entertainment
- DI Entertainment
- DIMA Entertainment
- DSP Media (ngoại trừ Click-B, được phân phối bởi CJ E&M Music and Live)
- Deulgeukhwa Company
- Drug Records
- Eru Entertainment
- Evolution Music
- FNC Entertainment
- GH Entertainment
- GNG Production
- Good Fellas Entertainment
- H2 Media (trước đây là H2 Entertainment)
- HMG Entertainment
- Happy Face Entertainment (cùng với Universal Music Korea)
- Heavenly Star Contents
- Hook Entertainment
- Hoyaspotainment
- Humap Contents / MAPPS Entertainment
- Hunus Creative
- iHQ (cùng với Universal Music Korea)
- IMX Korea
- Imaginian
- JJ Holic Media (cùng với Warner Music Korea và Sony Music Korea)
- JTM Entertainment (cùng với Sony Music Korea)
- J Star Entertainment
- J. Tune Camp (cùng với CJ E&M Music and Live)
- Jacyhan International
- Jin-ah Entertainment
- KBS Media (cho album tuyển tập của Immortal Songs 2)
- Kairos Enterprise
- KeyEast (ngoại trừ Kim Hyun-joong, được phân phối bởi CJ E&M Music and Live)
- Kiroy Company (cùng với A&G Modes)
- Koen Group (cùng với CJ E&M Music and Live)
- Leessang Company
- Marble Pop Entertainment
- Maroo Entertainment (cùng với CJ E&M Music and Live)
- MBK Entertainment (cùng với Interpark INT)
- Music&NEW (Next Entertainment World)
  - Playground Label
- Music Farm
- Mystic89 (cùng với CJ E&M Music and Live)
  - APop Entertainment (mua lại vào năm 2014)
- N.A.P. Entertainment
- NH Media (cùng với TSN Company)
- Naeum Entertainment
- Nastar Entertainment
- Nega Network
- Nextar Entertainment
- Pledis Entertainment (cùng với Neowiz Internet)
- Polaris Entertainment (cùng với CJ E&M Music and Live)
- Poom Entertainment (cùng với OGAM Entertainment)
- Pure Entertainment
- Quan Entertainment
- SBS Contents Hub (cho album tuyển tập của K-pop Star)
- Sniper Sound (cùng với Pony Canyon Korea)
- sidusHQ (ngoại trừ g.o.d, được phân phối bởi CJ E&M Music and Live)
- Soul Family Productions
- Soul Shop Entertainment
- Source Music
- SS Entertainment
- Stardom Entertainment (trước đây là Brand New Stardom) (cùng với KT Music và Universal Music Korea)
- Starhaus Entertainment
- The VIBE Entertainment
- TOP Media
- TS Entertainment
- Ulala Company
- Viewga Entertainment
- Wellmade Yedang
  - Cashmere Records (mua lại vào năm 2014)
  - Duble Kick Entertainment (mua lại vào năm 2014)
  - Dream Tea Entertainment (a/k/a Dream T Entertainment, mua lại vào năm 2013)
  - Show21
  - Yedang Company (cùng với Sony Music Korea)
- Winning In-Sight Entertainment
- WinOne Entertainment
- WM Entertainment
- Woollim Label (được SM C&C mua lại vào năm 2013) (cùng với KT Music)
- YNB Entertainment
- Yuehua Entertainment

### Trước đây
- B2M Entertainment (chuyển sang CJ E&M Music and Live)
- Core Contents Media (2011-2013, 2014) (chuyển sang KT Music)
- iMBC (cho album tuyển tập củaStar Audition: Birth of a Great Star) (2011-2013)
- JYP Entertainment (chuyển sang KMP Holdings and later KT Music)
- Lion Media (formerly Stam Entertainment) (chuyển sang KT Music)
- Open World Entertainment (2006-2012)
- RUI Entertainment
- Star Empire Entertainment (2011-2015) (chuyển sang KT Music)
- Starkim Entertainment (formerly Startory Entertainment) (chuyển sang KT Music)
- Trophy Entertainment
- Vitamin Entertainment (2006-2007) (acquired by Warner Music Korea, chuyển sang Warner Music Korea)
- YMC Entertainment (chuyển sang Neowiz Internet, Sony Music Korea, và KT Music)
- Yamazone Music